# Unguturu (district d'Eluru)
Unguturu est un village du district d'Eluru dans l'État d'Andhra Pradesh en Inde,. 
Selon le recensement de l'Inde de 2011, la localité compte une population de 14 280 habitants.